# Громаков, Григорий Петрович
Григорий Петрович Громаков (30 ноября 1917, хутор  Чайкино, Первый Донской округ, Область Войска Донского, Российская республика  — 1 марта 2017, Макеевка, Донецкая область, Украина) — советский передовик промышленного производства, рабочий-вальцовщик Макеевского металлургического завода им. С. М. Кирова, Герой Социалистического Труда.

## Биография
Родился в крестьянской семье. После окончания семи классов школы и фабрично-заводского обучения работал в совхозе слесарем.
В  Красной Армии с 1939 г. В боях  Великой Отечественной войны принимал участие с декабря 1941 г. Во время боёв возле Старой Руссы (4 февраля 1944 г.) был тяжело ранен. После выздоровления служил в санитарном поезде, позже старшиной в одной из рот 25-й учебной стрелковой дивизии. Демобилизовался в ноябре 1945 г.
После демобилизации переехал в  Макеевку (Донецкая область). Работал старшим вальцовщиком в прокатном цехе  Макеевского металлургического завода. На должности старшего вальцовщика обучил большое количество специалистов. К нему приезжали ученики из  Китая и  Франции.
19 июля 1958 года  Указом  Президиума Верховного Совета СССР за достижения в развитии  чёрной металлургии, ему было присвоено звание  Героя Социалистического Труда.
В течение десяти лет был заседателем  Верховного суда Украины, также избирался депутатом  Верховного Совета УССР 5-7-го созывов (5 созыва,  6 созыва и  7 созыва) от Донецкой области. 
После выхода на пенсию являлся председателем совета ветеранов Макеевского металлургического завода. 

## Награды и звания
- Медаль «Серп и Молот» (19 июля 1958 — № 9104)
- Орден Ленина (19 июля 1958 — № 361216)
- Орден Отечественной войны II степени (6 апреля 1985)[3]
- Орден Трудового Красного Знамени (30 марта 1971)
- Медаль «За боевые заслуги» (6 ноября 1947)[4]
- Медаль «За трудовое отличие» (26 декабря 1952)
- медали
- Заслуженный металлург Украины
- Почётный гражданин Макеевки